# Ovidio Rebaudi

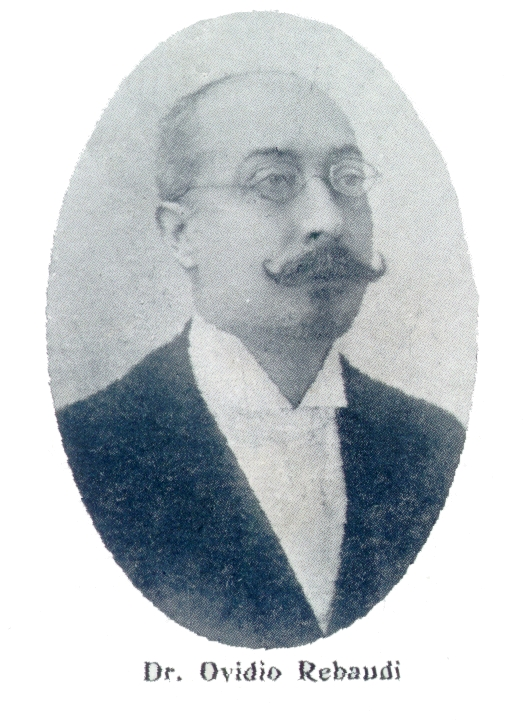
El químico paraguayo Ovidio Rebaudi

Ovidio Rebaudi Balestra (Asunción, 31 de diciembre de 1860-Buenos Aires 17 de octubre de 1931) fue un químico, catedrático, escritor y espiritista paraguayo.

## Estudios
Siendo aún un niño, su familia lo mandó a estudiar a Italia como un alumno interno junto a sus dos hermanos al Colegio Real Carlos Alberto.
En 1876 (con 15 años de edad) ingresó en la Universidad de Pisa (Italia) y se dedicó a estudiar química. Al poco tiempo abandonó sus estudios, mientras su familia le enviaba dinero desde Paraguay.
En 1882 (a los 21 años de edad) se traslada en Buenos Aires (Argentina). Decidió continuar sus estudios de química en la Facultad de Ciencias Exactas y Naturales (UBA), donde se graduaría recién en 1905, a los 44 años de edad.

## Principales trabajos
En la capital argentina desempeñó puestos como químico en la administración pública.
Se dedicó durante cierto tiempo a la farmacia y ocupó cargos como idóneo en el Círculo Médico Argentino (de cuyo museo sería director más tarde), del Hospital de Mujeres y Hospital de Niños.
En 1889 le fue concedido el título de Químico Honorario Municipal en premio de sus “servicios útiles y honorarios [sin goce de sueldo]”.
Pocos meses después fue nombrado profesor de Química (idóneo: sin título) en los primeros años de secundaria del Colegio Nacional de Buenos Aires.
En 1892 se le nombró jefe de sección de 1.ª categoría en la Oficina Química Municipal de Buenos Aires.
En enero de 1894 el doctor Arata fundó la Oficina Química Nacional, donde entró a trabajar Rebaudi.
En 1898 la Universidad de La Plata lo designó profesor de Zoología Médica (también como idóneo, sin título habilitante).
En 1900 publicó trabajos (fundamentalmente de higiene, de terapéutica y de química industrial) en la Revista de química y farmacia junto con los doctores Arturo Molina, Augusto Guidi, Villeta y Domínguez.

### Propagandista de la ka´á heé

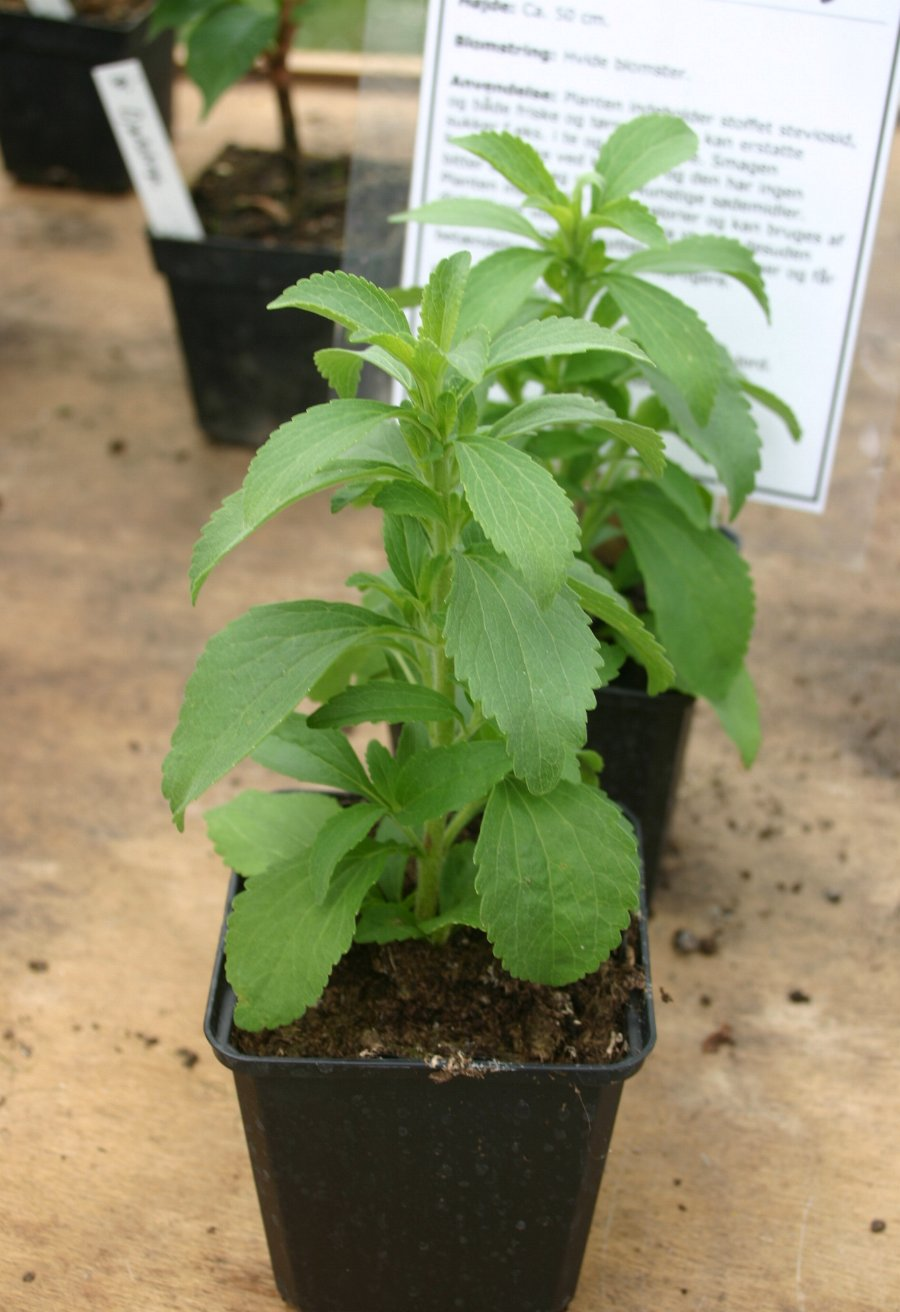
Stevia rebaudiana.

El estudio por el que Rebaudi es más reconocido es el realizado con una especie vegetal llamada «ka’a he’ẽ», natural de Paraguay.
Esta planta compuesta es una especie de eupatorio y sirve como edulcorante natural. Es capaz de endulzar 200 veces más que el azúcar refinado, pero sin los efectos contraproducentes que éste produce en el organismo humano.
Desde hace siglos, los indios guaraníes de Paraguay y Brasil utilizan la kaá jeé para agregarle al mate (infusión muy popular en Argentina, Brasil, Paraguay, Chile, y Uruguay).
El naturalista suizo Moisés Bertoni (1857-1929) fue el primero en publicar un trabajo descriptivo acerca de la especie, donde la rebautiza con el nombre de Eupatorium bertoniana, sin tener en cuenta el nombre por el que era conocida: kaá jeé.
En 1900, Rebaudi publica el primer análisis químico de la planta, donde describe el glucósido correspondiente a esta especie vegetal.
Rebautizó la kaájeé en su propio honor como Eupatorium rebaudianum (desconociendo tanto el nombre original guaraní de la planta como el nombre de Bertoni).
Más tarde la planta recibiría oficialmente el nombre de Stevia rebaudiana.

### Ácido nitroso en el agua
Hasta 1905, todos los químicos e higienistas de Europa y América sostenían que debía de prohibirse toda agua que contuviese vestigios de ácido nitroso, porque se consideraba no apta para el consumo humano.
En el Segundo Congreso Médico Latino Americano, Rebaudi presentó una ponencia: La presencia del ácido nitroso en las aguas potables no es siempre sinónima de contaminación.
Tras numerosas discusiones, el trabajo fue aceptado por unanimidad de votos, cambiando la tendencia del momento al respecto de este tema.
En 1905 la Facultad de Ciencias Exactas, Físicas y Naturales de Buenos Aires accedió a concederle el diploma de químico.
Ese mismo año fue designado profesor de química analítica en la Universidad de La Plata.
En 1906 la Universidad de Chicago le concede el diploma de Doctor en Química.
Le otorgaron el diploma de miembro honorario el Círculo Farmacéutico Argentino, la Sociedad General de Farmacia, entre otras instituciones de prestigio de carácter científico.
Sus estudios y trabajos sobre la química recibieron numerosos elogios en América y Europa.

## Su labor como químico e investigador
Fundó el «Laboratorio químico del Dr. Ovidio Rebaudi», donde realizaba análisis de interés médico e industrial, ubicado en Lavalle 2668, ciudad de Buenos Aires.
En 1902 regresa a la Oficina Química Municipal como subdirector. En este periodo ha de formar parte de numerosas comisiones científicas, distinguiéndose siempre, tanto por su celo, como por su laboriosidad y competencia.
Fue director del Laboratorio Químico y Bacteriológico de Asunción y de los Laboratorios Químicos, Nacional y Municipal, de Buenos Aires.
A finales de 1907 abandonó la cátedra de química en la Universidad de La Plata y vuelve a Paraguay donde se le encomienda la reorganización de la Oficina Química y Bacteriológica de la capital, donde prestó importantes servicios, levantando la institución a la altura de las mejores de su género.
Debido a las revueltas de julio de 1908 en Paraguay, y por sufrir graves trastornos de salud, Rebaudi se vio obligado a abandonar dicho cargo para regresar a Buenos Aires. Pronto retornó a Asunción, donde el 10 de octubre de 1908 fue rector de la Universidad Nacional durante un mes (hasta el 9 de noviembre de 1908).
Ejerció también las cátedras de Biología y Química médica en dicha universidad.
Durante el tiempo que estuvo en Asunción, representó a Paraguay en varios congresos internacionales, como el realizado en Buenos Aires y Viena, en 1910.
En 1914 se vio obligado a regresar a Buenos Aires por motivos de salud. Tras algunos meses de reposo y restablecido en parte de sus dolencias dio término a algunos trabajos y publicaciones, al mismo tiempo que atendía sus tareas profesionales para seguidamente abrir de nuevo su laboratorio particular.
En 1914 fue invitado a participar en una comisión encargada de organizar las fiestas conmemorativas de la Independencia del Paraguay. La comisión estaba formada por el ministro del Interior, Dr. José P. Montero, como presidente; el Dr. Francisco Pecci, secretario, y en calidad de miembros los señores Ernesto Egusquiza, Dr. Ernesto Velásquez, Dr. Luis A. Riart, Dr. José P. Guggiari, Dr. Venancio Galeano, D. Estanislao Pereira, Dr. Cecilio Báez, Dr. Ovidio Rebaudi, D. Carlos R. Santos y el Dr. Pedro P. Peña.
En 1915 fue nombrado profesor de biología y de química médica en la Facultad de Medicina del Paraguay.
En 1924, el gobierno del Perú invitó a Ovidio Rebaudi, teniendo en cuenta su grande labor científica, para asistir al Tercer Congreso Científico Panamericano, celebrado en Lima y el gobierno paraguayo le confió el cargo de miembro de su delegación ante dicha asamblea.
Presentó el trabajo La materia es un estado transitorio de la energía.

## Espiritismo
Ya en 1884, Rebaudi empezó a estudiar el espiritismo, tratando de reproducir sus fenómenos (que él llamaba «transcendentales») de manera experimental.
En 1894 fundó un grupo espiritista, la Sociedad Magnetológica, que funcionó en la calle Córdoba 2234 con el apoyo económico de la Sociedad Constancia, también espiritista.
En 1895 se convirtió en uno de los fundadores del Centro Socialista de Balvanera.
En enero de 1897, fundó y dirigió durante décadas el mensuario Revista Magnetológica (sobre espiritismo), que editaba la Sociedad Magnetológica. Tiempo después pasó a denominarse Revista Metapsíquica Experimental. Más tarde la Sociedad Magnetológica pasó a denominarse Instituto Metapsíquico de Buenos Aires.
También fue miembro activo de otros grupos espiritistas: el Comité Espiritualista Independiente y la Sociedad Científica de Estudios Psíquicos. Dos años después de haberse clausurado esta última institución (debido a la influencia de la Iglesia católica en el Gobierno de la ciudad), sus miembros se reunieron para formar el Instituto Metapsíquico de Buenos Aires, siempre espiritista.
En la revista, Rebaudi se rodeó de diversos colaboradores, como el profesor Juan Olivero (administrador de la revista), y como secretarios Marcelino Blanco y el profesor Antonio Cortés Guerrero (vicepresidente del Instituto Metapsíquico de Buenos Aires, del cual Rebaudi era presidente), también colaboraban el profesor Ralyer Arlan, Luis P. Vandevelde y el poeta Constancio C. Vigil.
La secretaría de esta revista se encontraba en Belgrano 2935 (Buenos Aires). En ese local fungía la Sociedad Fraternidad (espiritista). Más tarde la secretaría pasó a los locales de la Sociedad Constancia, situada en calle Tucumán 1736.
La Sociedad Científica de Estudios Psíquicos le otorgó un diploma de miembro honorario.
Por su saber y conocimientos tanto en lo académico como en lo espiritual Ovidio Rebaudi fue conocido bajo el nombre de “El Sabio Paraguayo”.

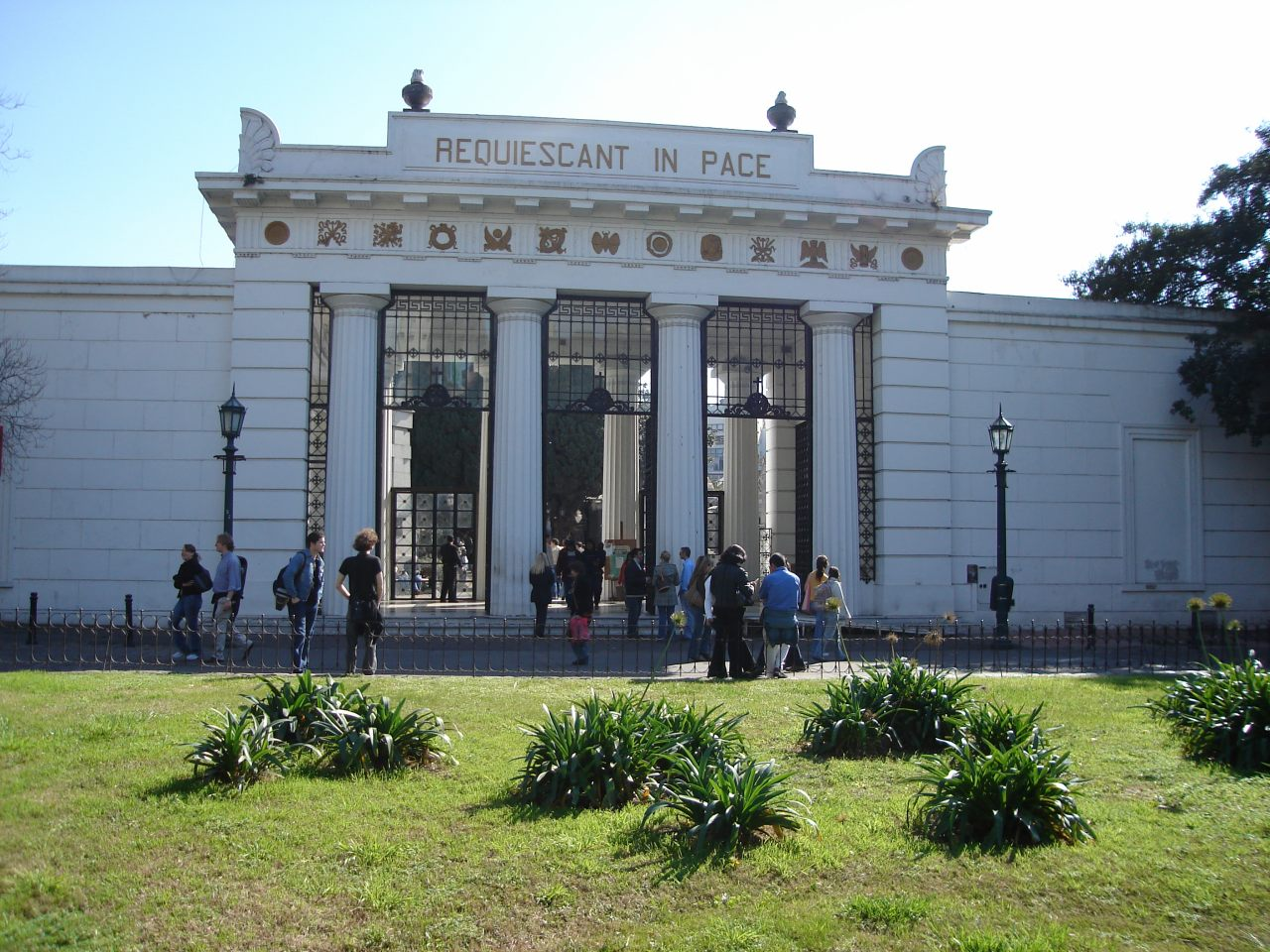
Acceso principal al cementerio de la Recoleta.

Ovidio Rebaudi falleció el 17 de octubre de 1931, en Buenos Aires y fue enterrado en el Cementerio de la Recoleta en el centro de la capital argentina.

## Obra
- La presencia del ácido nitroso en las aguas potables no es siempre sinónima de contaminación
- La goma de la palma negra
- El mechoacán y su principio activo
- El agua
- Las aguas del río Paraguay
- Las aguas del consumo de la ciudad de Asunción
- Depuración biológica de las basuras
- Nuevo procedimiento para la dosaje del tanino activo para el cuero
- Procedimiento para la separación de la materia colorante de las pastas alimenticias
- La materia es un estado transitorio de la energía
- Minería paraguaya
- El extracto de carne y la industria de la refrigeración
- Las ruinas del comercio
- Vida de Jesús contada por él mismo (texto recibido directamente de Cristo mediante espiritismo). Buenos Aires: Luis Cárcamo. ISBN 84-85316-15-0
- Vida de Jesús contada por él mismo. Buenos Aires: Instituto Metapsíquico, 1977
- Apuntes sobre espiritismo experimental. La Plata: E. de Mársico, 1896
- Apuntes sobre espiritismo experimental. Buenos Aires: Imprenta Rápida, 1893
- Guía para la formación y sostenimiento de grupos y sociedades espiritistas. La Plata: E. Mársico, 1894
- Elementos de magnetismo experimental y curativo. La Plata: E. Mársico, 1900
- El magnetismo curativo al alcance de todos (80 pp.) Buenos Aires
- Magnetismo curativo. ISBN 84-7627-052-6